# Mancetter
Mancetter is een civil parish in het district North Warwickshire van het Engelse graafschap Warwickshire, aan de grens met Leicestershire. Het ligt ongeveer halverwege tussen Birmingham en Leicester. Mancetter heeft 2.449 inwoners (2001).
Mancetter is vergroeid met Atherstone, dat direct ten noordwesten van Mancetter ligt. Langs de noordoostkant van het dorp lopen de snelweg A5 en de rivier de Anker. De spoorlijn tussen Atherstone en Nuneaton loopt langs de zuidwestkant van Mancetter.
Op de plek van Mancetter was een ommuurde Romeinse nederzetting, Manduessedum geheten. Dit fort aan de Romeinse weg Watling Street (nu de A5) werd gebouwd rond 50-60 n.Chr. Mogelijk vond de Slag tussen Boudicca en Paulinus hier plaats in 64 n.Chr.
De kerk van Mancetter, gewijd aan de heilige Petrus, dateert uit de 13e eeuw.